# Carlo Farina
Carlo Farina (* um 1600 in Mantua; † 1639 in Wien) war ein italienischer Violinist, Komponist und Kapellmeister.

## Leben
Seine erste Ausbildung erhielt Farina vermutlich durch seinen Vater, der als „sonatore di viola“ am Hofe der Gonzagas in Mantua tätig war. Dort hat er wahrscheinlich weiteren Unterricht durch die Violinisten Salamone Rossi und Giovanni Battista Buonamente erhalten. Von 1626 bis 1629 war er während drei Jahren in Dresden als Konzertmeister tätig. Dort arbeitete er mit Heinrich Schütz, der ihm kompositorische Impulse gab. Farina bezeichnete sich 1626 als „Sonatore di Violino dell'Serenissimo Elettore die Sassonia“ (Johann Georg I. von Sachsen). Von 1629 bis 1631 war er herausragendes Mitglied der kurfürstlichen Hofkapelle in Bonn, bis er nach Italien zurückkehrte und bis 1635 in Parma und später in Lucca tätig war. 1635 hatte er eine Anstellung am Hofe des Prinzen von Massa. Zwischen 1636 und 1637 wurde seine Anstellung durch den Danziger Stadtrat bekannt. Ab 1638 war in Wien tätig, wo er im Sommer 1639 verstarb.

## Werk
Farina war ein hervorragender Violinvirtuose und hat viele Effekte in seinem „Capriccio Stravagante“ eingebaut, wie etwa Katzengejaule, Hundegebell, Hahnenschrei, Hühnergackern, Soldatentrommel und Landsknechtflöte sowie die spanische Gitarre. Hierzu gibt Farina genaue Anweisungen zur Ausführung, z. B.:
„Was das Katzengeschrey anlanget wird folgender gestalt gemacht, daß man mit einem Finger manchen Ton, da die Noten stehet, mehlichen unterwartz zu sich zeuhet, da die oberen Semifusen (1/16 Noten) geschrieben seyn, muß man mit dem Bogen bald vor, bald hinter dem Stegk auffs ärgste und geschwindeste als man kann faren, auff die weise wie die Katzen letztlichen, nachdem sie gebissen und jetzdo außreissen zu thun pflegen.“
Farina übte mit seinen Kompositionen in Deutschland großen Einfluss aus, etwa auf Johann Schop und Johann Vierdanck im Norden, aber auch auf die mitteldeutsche Schule an der Wende zum 18. Jahrhundert bei Johann Jakob Walther und Johann Paul von Westhoff.

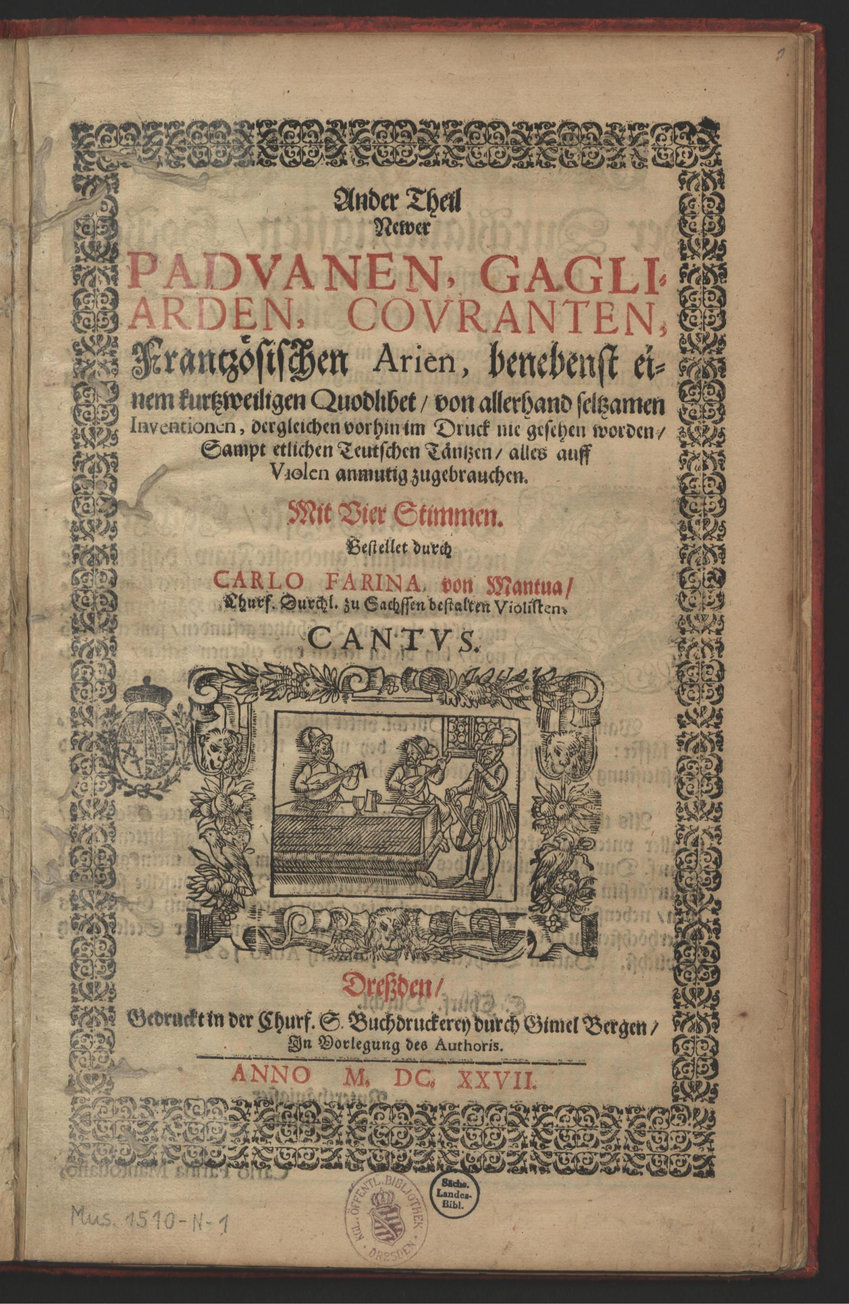
Titelblatt von Ander Theil Newer Paduanen etc. 1627

In der Zeit zwischen 1626 und 1628 veröffentlichte er in Dresden 5 Bände mit Pavanen, Gagliarde, Brandi, Mascheraden, Canzone und Sonaten zu 2, 3, 4 Instrumenten und Bass. Die Werke haben vielfach Bezeichnungen, die zugleich Titel und Programm sind. So kommen in der Sonata La Polacca polnische Tanzrhythmen vor und in der Sonate La Cingara werden ungarische Elemente eingesetzt.
- Libro delle pavane, gagliarde, brand: mascharata, aria franzesa, volte, balletti, sonate, canzone, a 2–4, bc (1626)
- Ander Theil newer Paduanen, Gagliarden, Couranten, französischen Arien, a 4 und B.c. (1627)
- Il terzo libro delle pavane, gagliarde, brand: mascherata, arie franzese, volte, corrente, sinfonie, a 3–4, bc (1627)
- Il quarto libro delle pavane, gagliarde, balletti, volte, passamezi, sonate, canzon, a 2–4, bc (1628)
- Fünffter Theil newer Pavanen, Brand: Mascharaden, Balletten, Sonaten, a 2–4, und B.c. (1628)
- 7 kurze Ballette

Einige Beispiele von Namensgebungen der Sonaten.
- Das Capriccio Stravagante aus dem „Anderer Theil…“ von 1627 (mit den oben erwähnten vielfältigen Imitationen)
- La Lira
- Il Pifferino
- La Lira Variata
- La Trombetta
- La Gallina
- Il Gallo
- Il Flautino pian piano
- Il Tremulo
- Il Pifferino della soldatesca
- Il Gatto
- Il Cane
- La Chitarra Spagniola

- Sonata detta la Polaca (à 3)
- Sonata detta la Capriola (à 3)
- Sonata detta la Moretta (à 3)
- Sonata detta la Franzosina (à 2)
- Sonata detta la Farina (à 2)
- Sonata detta la Greca (à 3)
- Sonata detta la Cingara (à 3)
- Sonata detta la Fiama (à 2)
- Sonata detta la Semplisa (à 3)
- Sonata detta la Desperata (à 2)